# Península Kurgalsky
La península Kurgalsky (del ruso: Кургальский полуостров) es una pequeña península de Rusia localizada en aguas del mar Báltico, que divide la parte sur del golfo de Finlandia en dos: la bahía de Narva (al oeste) y la bahía de Luga (al este). El punto más septentrional es el cabo Pitkenen-Nos, siendo otros cabos importante el de Pihlisar y el de Luto. En la parte sur de la península está el río Lúga y su ramal Vybya. El puerto de Ust-Luga está situado en la península. Hay muchos pueblos ižorianos en el distrito.
La península es bastante pantanosa y tiene varios lagos. Cerca de 650 km² de humedales están protegidos como sitio Ramsar. 